# Grand Press Photo
Grand Press Photo, także Ogólnopolski Konkurs Fotografii Reporterskiej Grand Press Photo – ogólnopolski konkurs dla zawodowych fotoreporterów, organizowany od 2005 roku. Należy do najbardziej prestiżowych konkursów fotograficznych w Polsce. Konkurs organizowany jest przez „Press” i Fundację Grand Press. Przewodniczącym jury konkursu każdorazowo jest laureat nagrody World Press Photo, ma on także decydujący głos przy wyborze laureatów. Wszystkie fotografie, które trafiają do finału konkursu, są prezentowane są wystawie pokonkursowej.
W 2021 główna nagroda w konkursie za Zdjęcie Roku wynosiła 10 tys. zł.

## Laureaci
| Rok  | Przewodniczący jury     | Kategoria                                    | Nagroda                                                                     |
| ---- | ----------------------- | -------------------------------------------- | --------------------------------------------------------------------------- |
| 2005 | Francesco Zizola        | Nagroda Główna – Zdjęcie Roku                | Anna Bedyńska, „Gazeta Wyborcza”                                            |
| 2005 | Francesco Zizola        | Zdjęcia pojedyncze                           |                                                                             |
| 2005 | Francesco Zizola        | Wydarzenia                                   | Grzegorz Gałasiński, „Dziennik Łódzki”                                      |
| 2005 | Francesco Zizola        | Życie codzienne                              | Iwona Dziuk                                                                 |
| 2005 | Francesco Zizola        | Ludzie                                       | Kacper Pempel, Agencja Fotograficzna Reporter                               |
| 2005 | Francesco Zizola        | Sport                                        | Bartosz Sadowski                                                            |
| 2005 | Francesco Zizola        | Przyroda                                     | Katarzyna Mała                                                              |
| 2006 | Claus Bjorn Larsen      | Nagroda Główna – Zdjęcie Roku                | Dorota Awiorko, „Dziennik Wschodni”                                         |
| 2006 | Claus Bjorn Larsen      | Zdjęcia pojedyncze                           |                                                                             |
| 2006 | Claus Bjorn Larsen      | Wydarzenia                                   | Bartłomiej Sowa, „Gazeta Wyborcza Wrocław”                                  |
| 2006 | Claus Bjorn Larsen      | Życie codzienne                              | Dorota Awiorko, „Dziennik Wschodni”                                         |
| 2006 | Claus Bjorn Larsen      | Ludzie                                       | Anna Bedyńska, „Gazeta Wyborcza”                                            |
| 2006 | Claus Bjorn Larsen      | Sport                                        | Jerzy Kleszcz „Przegląd Sportowy”                                           |
| 2006 | Claus Bjorn Larsen      | Przyroda                                     | Krzysztof Mystkowski, Kosycarz Foto Press                                   |
| 2006 | Claus Bjorn Larsen      | Fotoreportaże                                |                                                                             |
| 2006 | Claus Bjorn Larsen      | Wydarzenia                                   | Wojciech Grzędziński                                                        |
| 2006 | Claus Bjorn Larsen      | Życie codzienne                              | Anna Bedyńska, „Gazeta Wyborcza”                                            |
| 2006 | Claus Bjorn Larsen      | Ludzie                                       | Tomasz Wiech, „Gazeta Wyborcza Kraków”                                      |
| 2006 | Claus Bjorn Larsen      | Sport                                        | Łukasz Trzciński, Agencja Fotograficzna Visavis.pl                          |
| 2006 | Claus Bjorn Larsen      | Przyroda                                     | –                                                                           |
| 2007 | Jean-Marc Bouju         | Nagroda Główna – Zdjęcie Roku                | Maciej Nabrdalik, „Super Express”                                           |
| 2007 | Jean-Marc Bouju         | Zdjęcia pojedyncze                           |                                                                             |
| 2007 | Jean-Marc Bouju         | Wydarzenia                                   | Maciej Nabrdalik, „Super Express”                                           |
| 2007 | Jean-Marc Bouju         | Życie codzienne                              | Łukasz Cynalewski, „Gazeta Wyborcza Poznań”                                 |
| 2007 | Jean-Marc Bouju         | Ludzie                                       | Kamil Broszko, „Gazeta Wyborcza Opole”                                      |
| 2007 | Jean-Marc Bouju         | Sport                                        | Tomasz Waszczuk, „Gazeta Wyborcza Olsztyn”,                                 |
| 2007 | Jean-Marc Bouju         | Przyroda                                     | Piotr Kamionka, „Dziennik Łódzki”,                                          |
| 2007 | Jean-Marc Bouju         | Fotoreportaże                                |                                                                             |
| 2007 | Jean-Marc Bouju         | Wydarzenia                                   | Jerzy Undro, Polska Agencja Prasowa,                                        |
| 2007 | Jean-Marc Bouju         | Życie codzienne                              | Piotr Małecki                                                               |
| 2007 | Jean-Marc Bouju         | Ludzie                                       | Marcin Łobaczewski, „Dziennik”                                              |
| 2007 | Jean-Marc Bouju         | Sport                                        | Jerzy Dudek, „Rzeczpospolita”                                               |
| 2007 | Jean-Marc Bouju         | Przyroda                                     | –                                                                           |
| 2008 | Eric Grigorian          | Nagroda Główna – Zdjęcie Roku                | Tomasz Gudzowaty, Yours Gallery                                             |
| 2008 | Eric Grigorian          | Zdjęcia pojedyncze                           |                                                                             |
| 2008 | Eric Grigorian          | Wydarzenia                                   | Paweł Łączny                                                                |
| 2008 | Eric Grigorian          | Życie codzienne                              | Bartosz Bobkowski, „Gazeta Wyborcza”                                        |
| 2008 | Eric Grigorian          | Ludzie                                       | Adam Kozak, „Gazeta Wyborcza”                                               |
| 2008 | Eric Grigorian          | Sport                                        | Tomasz Gudzowaty, Yours Gallery                                             |
| 2008 | Eric Grigorian          | Przyroda                                     | Grzegorz Press                                                              |
| 2008 | Eric Grigorian          | Fotoreportaże                                |                                                                             |
| 2008 | Eric Grigorian          | Wydarzenia                                   | –                                                                           |
| 2008 | Eric Grigorian          | Życie codzienne                              | Adam Golec, „Gazeta Wyborcza Kraków”                                        |
| 2008 | Eric Grigorian          | Ludzie                                       | Tomasz Liboski i Michał Jędrzejowski                                        |
| 2008 | Eric Grigorian          | Sport                                        | Tomasz Gudzowaty, Yours Gallery                                             |
| 2008 | Eric Grigorian          | Przyroda                                     | –                                                                           |
| 2009 | Spencer Platt           | Nagroda Główna – Zdjęcie Roku                | Rafał Malko, „Gazeta Wyborcza Trójmiasto”                                   |
| 2009 | Spencer Platt           | Zdjęcia pojedyncze                           |                                                                             |
| 2009 | Spencer Platt           | Wydarzenia                                   | Wojciech Grzędziński, Napo Images                                           |
| 2009 | Spencer Platt           | Życie codzienne                              | Jacek Świerczyński, „Dziennik Wschodni”                                     |
| 2009 | Spencer Platt           | Ludzie                                       | Rafał Malko, „Gazeta Wyborcza Trójmiasto”                                   |
| 2009 | Spencer Platt           | Sport                                        | Jerzy Dudek, „Rzeczpospolita”                                               |
| 2009 | Spencer Platt           | Przyroda                                     | Adam Pańczuk, Agencja Fotograficzna Visavis.pl                              |
| 2009 | Spencer Platt           | Fotoreportaże                                |                                                                             |
| 2009 | Spencer Platt           | Wydarzenia                                   | Wojciech Grzędziński, Napo Images                                           |
| 2009 | Spencer Platt           | Życie codzienne                              | Damian Kramski, „Gazeta Wyborcza Trójmiasto”                                |
| 2009 | Spencer Platt           | Ludzie                                       | Adam Pańczuk, Agencja Fotograficzna Visavis.pl                              |
| 2009 | Spencer Platt           | Sport                                        | Tomasz Gudzowaty, Fundacja Yours Gallery                                    |
| 2009 | Spencer Platt           | Przyroda                                     | Rafał Milach, Sputnik Photos                                                |
| 2010 | Finbarr O’Reilly        | Nagroda Główna – Zdjęcie Roku                | Tomasz Tomaszewski, „National Geographic Polska”                            |
| 2010 | Finbarr O’Reilly        | Zdjęcia pojedyncze                           |                                                                             |
| 2010 | Finbarr O’Reilly        | Wydarzenia                                   | Tomasz Woźny                                                                |
| 2010 | Finbarr O’Reilly        | Życie codzienne                              | Damian Kramski, „Gazeta Wyborcza Trójmiasto”                                |
| 2010 | Finbarr O’Reilly        | Ludzie                                       | Tomasz Kamiński, „Gazeta Wyborcza Poznań”                                   |
| 2010 | Finbarr O’Reilly        | Sport                                        | Katarzyna Mirczak                                                           |
| 2010 | Finbarr O’Reilly        | Przyroda                                     | Jacek Świerczyński, „Dziennik Wschodni                                      |
| 2010 | Finbarr O’Reilly        | Fotoreportaże                                |                                                                             |
| 2010 | Finbarr O’Reilly        | Wydarzenia                                   | Damian Kramski, „Gazeta Wyborcza Trójmiasto”                                |
| 2010 | Finbarr O’Reilly        | Życie codzienne                              | Tomasz Tomaszewski, „National Geographic Polska”                            |
| 2010 | Finbarr O’Reilly        | Ludzie                                       | Maciek Nabrdalik                                                            |
| 2010 | Finbarr O’Reilly        | Sport                                        | Tomasz Gudzowaty, Fundacja Yours Gallery                                    |
| 2010 | Finbarr O’Reilly        | Przyroda                                     | Dariusz Bógdał, Film, Art & Tourism.                                        |
| 2011 | Lucian Perkins          | Nagroda Główna – Zdjęcie Roku                | Jacek Waszkiewicz                                                           |
| 2011 | Lucian Perkins          | Zdjęcia pojedyncze                           |                                                                             |
| 2011 | Lucian Perkins          | Wydarzenia                                   | Mateusz Skwarczek, „Gazeta Wyborcza Kraków”                                 |
| 2011 | Lucian Perkins          | Życie codzienne                              | Marcin Bielecki, „Głos Szczeciński”                                         |
| 2011 | Lucian Perkins          | Ludzie                                       | Adam Golec, „Gazeta Wyborcza Kraków”                                        |
| 2011 | Lucian Perkins          | Sport                                        | Kuba Atys, „Gazeta Wyborcza”                                                |
| 2011 | Lucian Perkins          | Przyroda                                     | Bartłomiej Busz, „Czas Ostrzeszowski”                                       |
| 2011 | Lucian Perkins          | Fotoreportaże                                |                                                                             |
| 2011 | Lucian Perkins          | Wydarzenia                                   | Dorota Awiorko-Klimek, „Dziennik Wschodni”                                  |
| 2011 | Lucian Perkins          | Życie codzienne                              | Piotr Grzybowski, „Super Express”                                           |
| 2011 | Lucian Perkins          | Ludzie                                       | Adam Pańczuk, Sputnik Photos                                                |
| 2011 | Lucian Perkins          | Sport                                        | Tomasz Gudzowaty, Fundacja Yours Gallery                                    |
| 2011 | Lucian Perkins          | Przyroda                                     | Kacper Kowalski, dla Polskiej Agencji Fotografów Forum                      |
| 2011 | Lucian Perkins          | Pozostałe                                    |                                                                             |
| 2011 | Lucian Perkins          | Nagroda Nikona                               | Piotr Król, Polska Agencja Fotografów Forum                                 |
| 2012 | Jodi Bieber             | Nagroda Główna – Zdjęcie Roku                | Maksymilian Rigamonti                                                       |
| 2012 | Jodi Bieber             | Zdjęcia pojedyncze                           |                                                                             |
| 2012 | Jodi Bieber             | Wydarzenia                                   | Tomasz Lazar                                                                |
| 2012 | Jodi Bieber             | Życie codzienne                              | Renata Dąbrowska, „Gazeta Wyborcza Trójmiasto”                              |
| 2012 | Jodi Bieber             | Ludzie                                       | Piotr Bednarek, Edytor.net,                                                 |
| 2012 | Jodi Bieber             | Sport                                        | Tomasz Gudzowaty, Fundacja Yours Gallery                                    |
| 2012 | Jodi Bieber             | Przyroda                                     | Marcin Osman, „Foto”                                                        |
| 2012 | Jodi Bieber             | Fotoreportaże                                |                                                                             |
| 2012 | Jodi Bieber             | Wydarzenia                                   | –                                                                           |
| 2012 | Jodi Bieber             | Życie codzienne                              | Maksymilian Rigamonti, „Newsweek Polska”,                                   |
| 2012 | Jodi Bieber             | Ludzie                                       | Michał Szlaga                                                               |
| 2012 | Jodi Bieber             | Sport                                        | Tomasz Gudzowaty, Fundacja Yours Gallery                                    |
| 2012 | Jodi Bieber             | Przyroda                                     | Jan Brykczyński, Sputnik Photos                                             |
| 2012 | Jodi Bieber             | Pozostałe                                    |                                                                             |
| 2012 | Jodi Bieber             | Nagroda Nikona                               | Tomasz Jodłowski, „Rzeczpospolita”                                          |
| 2013 | Samuel Aranda           | Nagroda Główna – Zdjęcie Roku                | Michał Legierski, Agencja Fotograficzna Edytor                              |
| 2013 | Samuel Aranda           | Zdjęcia pojedyncze                           |                                                                             |
| 2013 | Samuel Aranda           | Wydarzenia                                   | Michał Legierski, Agencja Fotograficzna Edytor                              |
| 2013 | Samuel Aranda           | Życie codzienne                              | Bartosz Wrześniowski                                                        |
| 2013 | Samuel Aranda           | Ludzie                                       | Damian Kramski                                                              |
| 2013 | Samuel Aranda           | Sport                                        | Kacper Kowalski, Panos Pictures                                             |
| 2013 | Samuel Aranda           | Środowisko                                   | Tomasz Adamowicz, „Gazeta Polska Codziennie”.                               |
| 2013 | Samuel Aranda           | Portret sesyjny                              | Jacek Ura                                                                   |
| 2013 | Samuel Aranda           | Fotoreportaże                                |                                                                             |
| 2013 | Samuel Aranda           | Wydarzenia                                   | Wojciech Grzędziński                                                        |
| 2013 | Samuel Aranda           | Życie codzienne                              | Jakub Szymczuk, „Gość Niedzielny”                                           |
| 2013 | Samuel Aranda           | Ludzie                                       | Karolina Jonderko, Napo Images                                              |
| 2013 | Samuel Aranda           | Środowisko                                   | Agnieszka Rayss, Sputnik Photos                                             |
| 2014 | Paul Hansen             | Nagroda Główna – Zdjęcie Roku                | Jakub Szymczuk, „Gość Niedzielny”                                           |
| 2014 | Paul Hansen             | Zdjęcie X-lecia                              | Jakub Szymczuk, „Gość Niedzielny”                                           |
| 2014 | Paul Hansen             | Zdjęcia pojedyncze                           |                                                                             |
| 2014 | Paul Hansen             | Wydarzenia                                   | Kuba Kamiński, Polska Agencja Prasowa                                       |
| 2014 | Paul Hansen             | Życie codzienne                              | Mariusz Janiszewski, „Doc! Photo Magazine”                                  |
| 2014 | Paul Hansen             | Ludzie                                       | Maciek Nabrdalik, VII                                                       |
| 2014 | Paul Hansen             | Sport                                        | Dariusz Delmanowicz, Polska Agencja Prasowa                                 |
| 2014 | Paul Hansen             | Środowisko                                   | Kacper Kowalski, Panos Pictures                                             |
| 2014 | Paul Hansen             | Portret sesyjny                              | Maksymilian Rigamonti, „Wprost”                                             |
| 2014 | Paul Hansen             | Fotoreportaże                                |                                                                             |
| 2014 | Paul Hansen             | Wydarzenia                                   | Simona Supino, „Super Express”                                              |
| 2014 | Paul Hansen             | Życie codzienne                              | Adrian Wykrota, Retrofokus                                                  |
| 2014 | Paul Hansen             | Ludzie                                       | Piotr Bławicki, East News                                                   |
| 2014 | Paul Hansen             | Sport                                        | Jacek Turczyk, Polska Agencja Prasowa                                       |
| 2014 | Paul Hansen             | Środowisko                                   | Kacper Kowalski, Panos Pictures                                             |
| 2014 | Paul Hansen             | Pozostałe                                    |                                                                             |
| 2014 | Paul Hansen             | Fotokasty                                    | Dominik Werner, Paweł Wyszomirski, Testigo Documentary                      |
| 2014 | Paul Hansen             | Nagroda Nikona                               | Jakub Szymczuk, „Gość Niedzielny”                                           |
| 2015 | Christopher Morris      | Nagroda Główna – Zdjęcie Roku                | Maciej Moskwa                                                               |
| 2015 | Christopher Morris      | Zdjęcia pojedyncze                           |                                                                             |
| 2015 | Christopher Morris      | Wydarzenia                                   | Jacek Szydłowski                                                            |
| 2015 | Christopher Morris      | Życie codzienne                              | Michał Patroń                                                               |
| 2015 | Christopher Morris      | Ludzie                                       | Tomasz Lendo                                                                |
| 2015 | Christopher Morris      | Środowisko                                   | Tomasz Gudzowaty                                                            |
| 2015 | Christopher Morris      | Kultura i Człowiek                           | Adrian Jaszczak                                                             |
| 2015 | Christopher Morris      | Portret sesyjny                              | Maciej Giżycki                                                              |
| 2015 | Christopher Morris      | Fotoreportaże                                |                                                                             |
| 2015 | Christopher Morris      | Wydarzenia                                   | Kuba Kamiński                                                               |
| 2015 | Christopher Morris      | Życie codzienne                              | Maksymilian Rigamonti                                                       |
| 2015 | Christopher Morris      | Ludzie                                       | Wiktor Kubiak                                                               |
| 2015 | Christopher Morris      | Sport                                        | Piotr Pędziszewski                                                          |
| 2015 | Christopher Morris      | Środowisko                                   | Arkadiusz Gola                                                              |
| 2015 | Christopher Morris      | Projekty dokumentalne                        | Maciej Nabrdalik                                                            |
| 2015 | Christopher Morris      | Pozostałe                                    |                                                                             |
| 2015 | Christopher Morris      | Fotograficzna publikacja roku 2014           | „Święta wojna”, Wojciech Wilczyk                                            |
| 2015 | Christopher Morris      | Nagroda Nikona                               | Jakub Wosik                                                                 |
| 2016 | Kadir van Lohuizen      | Nagroda Główna – Zdjęcie Roku                | Dawid Zieliński, „Kontakt”                                                  |
| 2016 | Kadir van Lohuizen      | Zdjęcia pojedyncze                           |                                                                             |
| 2016 | Kadir van Lohuizen      | Wydarzenia                                   | Dawid Zieliński, „Kontakt”                                                  |
| 2016 | Kadir van Lohuizen      | Życie codzienne                              | Tymon Markowski, „Gazeta Wyborcza”                                          |
| 2016 | Kadir van Lohuizen      | Ludzie                                       | Marek Lapis, Forum Polska Agencja Fotografów                                |
| 2016 | Kadir van Lohuizen      | Sport                                        | Kacper Pempel, Reuters News                                                 |
| 2016 | Kadir van Lohuizen      | Kultura i Człowiek                           | Anna Bedyńska, „Gazeta Wyborcza”                                            |
| 2016 | Kadir van Lohuizen      | Środowisko                                   | Maciej Margas                                                               |
| 2016 | Kadir van Lohuizen      | Portret sesyjny                              | Karolina Sekuła                                                             |
| 2016 | Kadir van Lohuizen      | Fotoreportaże                                |                                                                             |
| 2016 | Kadir van Lohuizen      | Wydarzenia                                   | Tadeusz Koniarz, Agencja Fotograficzna Reporter                             |
| 2016 | Kadir van Lohuizen      | Życie codzienne                              | Karolina Jonderko, „Polityka”                                               |
| 2016 | Kadir van Lohuizen      | Ludzie                                       | Tomasz Lazar                                                                |
| 2016 | Kadir van Lohuizen      | Środowisko                                   | Kacper Kowalski, Panos Pictures                                             |
| 2016 | Kadir van Lohuizen      | Pozostałe                                    |                                                                             |
| 2016 | Kadir van Lohuizen      | Photo Book of the Year 2015                  | „317 Days to Mars”, Maciej Jeziorek                                         |
| 2017 | Francesco Zizola        | Nagroda Główna – Zdjęcie Roku                | Anna Bedyńska                                                               |
| 2017 | Francesco Zizola        | Zdjęcia pojedyncze                           |                                                                             |
| 2017 | Francesco Zizola        | Wydarzenia                                   | Adam Konarski, „Fakt”                                                       |
| 2017 | Francesco Zizola        | Życie codzienne                              | Tomasz Lazar, „The Washington Post”                                         |
| 2017 | Francesco Zizola        | Życie codzienne, Nagroda Adobe i Adobe Stock | Tadeusz Koniarz, East News                                                  |
| 2017 | Francesco Zizola        | Ludzie                                       | Łukasz Gdak, „Głos Wielkopolski”                                            |
| 2017 | Francesco Zizola        | Sport                                        | Arkadiusz Gola, „Dziennik Zachodni”                                         |
| 2017 | Francesco Zizola        | Środowisko                                   | Beata Zawrzel, Agencja Reporter                                             |
| 2017 | Francesco Zizola        | Kultura i Rozrywka                           | Damian Kramski, ComCam.pl                                                   |
| 2017 | Francesco Zizola        | Portret                                      | Anna Bedyńska                                                               |
| 2017 | Francesco Zizola        | Środowisko, Nagroda Nikona                   | Tomasz Padło, Fundacja Bezgranica                                           |
| 2017 | Francesco Zizola        | Fotoreportaże                                |                                                                             |
| 2017 | Francesco Zizola        | Wydarzenia                                   | Mariusz Janiszewski, „Doc! Photo Magazine”                                  |
| 2017 | Francesco Zizola        | Życie codzienne                              | Anna Gondek-Grodkiewicz                                                     |
| 2017 | Francesco Zizola        | Ludzie                                       | Mariusz Janiszewski, „Doc! Photo Magazine”                                  |
| 2017 | Francesco Zizola        | Środowisko                                   |                                                                             |
| 2017 | Francesco Zizola        | Projekty dokumentalne                        | Dawid Żuchowicz, „Gazeta Wyborcza”                                          |
| 2017 | Francesco Zizola        | Pozostałe                                    |                                                                             |
| 2017 | Francesco Zizola        | Portfolio                                    | Katarzyna Mrugała                                                           |
| 2017 | Francesco Zizola        | Photo Book of the Year 2016                  | „Nibyland”, Adam Lach                                                       |
| 2018 | Stefano de Luigi        | Nagroda Główna – Zdjęcie Roku                | Adam Lach, Napo Images                                                      |
| 2018 | Stefano de Luigi        | Zdjęcia pojedyncze                           |                                                                             |
| 2018 | Stefano de Luigi        | Wydarzenia                                   | Marcin Zaborowski, „National Geographic Polska”                             |
| 2018 | Stefano de Luigi        | Życie codzienne                              | Adam Tuchliński, „Newsweek Polska”                                          |
| 2018 | Stefano de Luigi        | Ludzie                                       | Konstancja Nowina Konopka, Agencja Fotograficzna Edytor                     |
| 2018 | Stefano de Luigi        | Sport                                        | Tymon Markowski, fForum Polska Agencja Fotografów                           |
| 2018 | Stefano de Luigi        | Środowisko                                   | Dominik Werner, Testigo Documentary                                         |
| 2018 | Stefano de Luigi        | Kultura i Rozrywka                           | Tomasz Lazar                                                                |
| 2018 | Stefano de Luigi        | Portret                                      | Michał Korta                                                                |
| 2018 | Stefano de Luigi        | Fotoreportaże                                |                                                                             |
| 2018 | Stefano de Luigi        | Wydarzenia                                   | Michał Dyjuk, Forum Polska Agencja Fotografów                               |
| 2018 | Stefano de Luigi        | Życie codzienne                              | Krzysztof Gołuch, „Przegląd Lokalny”                                        |
| 2018 | Stefano de Luigi        | Ludzie                                       | Bartłomiej Jurecki, „Tygodnik Podhalański”                                  |
| 2018 | Stefano de Luigi        | Środowisko                                   | Jacek Kusz, „Dzikie życie”, NadWisłą24.pl                                   |
| 2018 | Stefano de Luigi        | Kultura i Rozrywka                           | Tomasz Lazar                                                                |
| 2018 | Stefano de Luigi        | Projekty dokumentalne                        | Dawid Stube                                                                 |
| 2018 | Stefano de Luigi        | Young Poland                                 |                                                                             |
| 2018 | Stefano de Luigi        | Zdjęcia pojedyncze                           | Zuzanna Sosnowska, Uniwersytet Warszawski                                   |
| 2018 | Stefano de Luigi        | Fotoreportaż                                 | Jadwiga Janowska, Instytut Twórczej Fotografii w Opawie                     |
| 2018 | Stefano de Luigi        | Pozostałe                                    |                                                                             |
| 2018 | Stefano de Luigi        | Photo Book of the Year 2017                  | „9 Gates of no Return”, Agata Grzybowska                                    |
| 2019 | Espen Rasmussen         | Nagroda Główna – Zdjęcie Roku                | Sławomir Kamiński, „Gazeta Wyborcza”                                        |
| 2019 | Espen Rasmussen         | Zdjęcia pojedyncze                           |                                                                             |
| 2019 | Espen Rasmussen         | Wydarzenia                                   | Sławomir Kamiński, „Gazeta Wyborcza”                                        |
| 2019 | Espen Rasmussen         | Życie codzienne                              | Piotr Tracz, Agencja Reporter                                               |
| 2019 | Espen Rasmussen         | Ludzie                                       | Adam Lach, Napo Images                                                      |
| 2019 | Espen Rasmussen         | Sport                                        | Adam Oleksiewicz, Press Focus                                               |
| 2019 | Espen Rasmussen         | Środowisko                                   | Dominik Werner                                                              |
| 2019 | Espen Rasmussen         | Portret                                      | Waldemar Stube                                                              |
| 2019 | Espen Rasmussen         | Fotoreportaże                                |                                                                             |
| 2019 | Espen Rasmussen         | Wydarzenia                                   | Piotr Hukało                                                                |
| 2019 | Espen Rasmussen         | Życie codzienne                              | Justyna Janus, Wpowiecie.pl                                                 |
| 2019 | Espen Rasmussen         | Ludzie                                       | Mariusz Janiszewski                                                         |
| 2019 | Espen Rasmussen         | Środowisko                                   | Maciej Jabłoński, F11 – Studio                                              |
| 2019 | Espen Rasmussen         | Kultura i Rozrywka                           | Adrian Jaszczak                                                             |
| 2019 | Espen Rasmussen         | Projekty dokumentalne                        | Marta Szyszka                                                               |
| 2019 | Espen Rasmussen         | Young Poland                                 |                                                                             |
| 2019 | Espen Rasmussen         | Zdjęcia pojedyncze                           | Magdalena Kacperek, Krakowska Studencka Agencja Fotograficzna AGH           |
| 2019 | Espen Rasmussen         | Fotoreportaż                                 | Grzegorz Bukalski                                                           |
| 2019 | Espen Rasmussen         | Pozostałe                                    |                                                                             |
| 2019 | Espen Rasmussen         | Photo Book of the Year 2018                  | „Echo”, Magdalena Rigamonti                                                 |
| 2020 | Pieter Ten Hoopen       | Nagroda Główna – Zdjęcie Roku                | Jacek Szydłowski, „Dziennik Wschodni”                                       |
| 2020 | Pieter Ten Hoopen       | Zdjęcia pojedyncze                           |                                                                             |
| 2020 | Pieter Ten Hoopen       | Wydarzenia                                   | Jacek Szydłowski, „Dziennik Wschodni”                                       |
| 2020 | Pieter Ten Hoopen       | Życie codzienne                              | Joanna Mrówka, Agencja Forum                                                |
| 2020 | Pieter Ten Hoopen       | Ludzie                                       | Anna Lewańska, „Gazeta Wyborcza”                                            |
| 2020 | Pieter Ten Hoopen       | Sport                                        | Aleksandra Szmigiel, Agencja Reporter                                       |
| 2020 | Pieter Ten Hoopen       | Środowisko                                   | Michał Dyjuk, Agencja Forum                                                 |
| 2020 | Pieter Ten Hoopen       | Kultura i Rozrywka                           | Adam Burakowski, Agencja Reporter                                           |
| 2020 | Pieter Ten Hoopen       | Portret                                      | Adam Kaczor, „Duży Format”                                                  |
| 2020 | Pieter Ten Hoopen       | Fotoreportaże                                |                                                                             |
| 2020 | Pieter Ten Hoopen       | Wydarzenia                                   | Witold Dobrowolski, Stowarzyszenie Dziennikarzy Polskich                    |
| 2020 | Pieter Ten Hoopen       | Życie codzienne                              | Katarzyna Piechowicz, „Duży Format”                                         |
| 2020 | Pieter Ten Hoopen       | Ludzie                                       | Bartłomiej Busz, Oficyna Wydawnicza Kulawiak                                |
| 2020 | Pieter Ten Hoopen       | Środowisko                                   | Jędrzej Nowicki, „Gazeta Wyborcza”                                          |
| 2020 | Pieter Ten Hoopen       | Kultura i Rozrywka                           | Monika Krzyszkowska, kolektyw Un-posed                                      |
| 2020 | Pieter Ten Hoopen       | Projekty dokumentalne                        | Radosław Polak                                                              |
| 2020 | Pieter Ten Hoopen       | Young Poland                                 |                                                                             |
| 2020 | Pieter Ten Hoopen       | Zdjęcia pojedyncze                           | Adam Kurlanc, Zespół Szkół Fototechnicznych w Warszawie                     |
| 2020 | Pieter Ten Hoopen       | Fotoreportaż                                 | Piotr Szewczyk, Uniwersytet Warszawski                                      |
| 2020 | Pieter Ten Hoopen       | Pozostałe                                    |                                                                             |
| 2020 | Pieter Ten Hoopen       | Photo Book of the Year 2019                  | „Mechanizm. Polska 1988–2019”, Mariusz Forecki                              |
| 2020 | Pieter Ten Hoopen       | Nagroda Internautów                          | Szymona Górski, Agencja Fotograficzna Press Focus                           |
| 2021 | Romain Laurendeau       | Nagroda Główna – Zdjęcie Roku                | Adam Lach, Napo Images                                                      |
| 2021 | Romain Laurendeau       | Zdjęcia pojedyncze                           |                                                                             |
| 2021 | Romain Laurendeau       | Wydarzenia                                   | Adam Lach, Napo Images                                                      |
| 2021 | Romain Laurendeau       | Życie codzienne                              | Krzysztof Gołuch, „Przegląd Lokalny”                                        |
| 2021 | Romain Laurendeau       | Ludzie                                       | Jeremi Astaszow                                                             |
| 2021 | Romain Laurendeau       | Środowisko                                   | Marcin Bielecki, Polska Agencja Prasowa                                     |
| 2021 | Romain Laurendeau       | Portret                                      | Paweł Łączny                                                                |
| 2021 | Romain Laurendeau       | Fotoreportaże                                |                                                                             |
| 2021 | Romain Laurendeau       | Wydarzenia                                   | Jakub Kamiński, East News                                                   |
| 2021 | Romain Laurendeau       | Życie codzienne                              | Magdalena Woch, Muzyczny Kraków                                             |
| 2021 | Romain Laurendeau       | Ludzie                                       | Maciek Nabrdalik, VII Photo                                                 |
| 2021 | Romain Laurendeau       | Środowisko                                   | –                                                                           |
| 2021 | Romain Laurendeau       | Projekty dokumentalne                        | Kasia Strek                                                                 |
| 2021 | Romain Laurendeau       | Young Poland                                 |                                                                             |
| 2021 | Romain Laurendeau       | Zdjęcia pojedyncze                           | Jakub Ositek, Zespół Szkół Fototechnicznych w Warszawie                     |
| 2021 | Romain Laurendeau       | Fotoreportaż                                 | Jessica Ciupa, Akademia Sztuk Pięknych w Katowicach                         |
| 2021 | Romain Laurendeau       | Pozostałe                                    |                                                                             |
| 2021 | Romain Laurendeau       | Photo Book of the Year 2020                  | „List do chłopca z latarką”, Grzegorz Dembiński                             |
| 2021 | Romain Laurendeau       | Nagroda Internautów                          | Mateusza Skwarczek, „Gazeta Wyborcza”                                       |
| 2021 | Romain Laurendeau       | Nagroda od Provident Polska                  | Szymon Górski, Agencja Fotograficzna Press Focus                            |
| 2021 | Romain Laurendeau       | Nagroda od spółki biurowej Skanska w CEE     | Jacek Turczyk, Marcin Dobas                                                 |
| 2022 | Ami Vitale              | Nagroda Główna – Zdjęcie Roku                | Wojciech Grzędziński, „The Washington Post”                                 |
| 2022 | Ami Vitale              | Single                                       |                                                                             |
| 2022 | Ami Vitale              | Own Vision                                   | Batłomiej Krężołek, Edytor.net                                              |
| 2022 | Ami Vitale              | People                                       | Iwona El-Tanbouli-Jabłońska                                                 |
| 2022 | Ami Vitale              | Culture, Hobby, Sport                        | Wojciech Grzędziński, „The Washington Post”                                 |
| 2022 | Ami Vitale              | Climate, Responsibility                      | Karolina Misztal, „Dziennik Bałtycki”                                       |
| 2022 | Ami Vitale              | Current Events                               | Jędrzej Nowicki, „Gazeta Wyborcza”                                          |
| 2022 | Ami Vitale              | Stories                                      |                                                                             |
| 2022 | Ami Vitale              | Current Events                               | Marek M. Berezowski, Agencja Reporter                                       |
| 2022 | Ami Vitale              | Climate, Responsibility                      | Iwona El Tanbouli-Jabłońska, F11-Studio                                     |
| 2022 | Ami Vitale              | People                                       | Kasia Strek, Panos Pictures                                                 |
| 2022 | Ami Vitale              | Documentary Project                          | Roman Kalinowski, Pix.House                                                 |
| 2022 | Ami Vitale              | Young Poland                                 |                                                                             |
| 2022 | Ami Vitale              | Single                                       | Monika Kwiecień, Ośrodek Postaw Twórczych, Uniwersytet Wrocławski           |
| 2022 | Ami Vitale              | Stories                                      | Mikołaj Tomczak, Akademia Sztuki w Szczecinie                               |
| 2022 | Ami Vitale              | Pozostałe                                    |                                                                             |
| 2022 | Ami Vitale              | Photo Book of the Year 2021                  | „Strajk”, Rafał Milach                                                      |
| 2022 | Ami Vitale              | Nagroda Internautów                          | Renata Dąbrowska, „Tygodnik Powszechny”                                     |
| 2023 | Konstantinos Tsakalidis | Nagroda Główna – Zdjęcie Roku                | Wojciech Grzędziński                                                        |
| 2023 | Konstantinos Tsakalidis | Single                                       |                                                                             |
| 2023 | Konstantinos Tsakalidis | Own Vision                                   | Emilia Martin, „Blind Magazine”                                             |
| 2023 | Konstantinos Tsakalidis | People                                       | Tomasz Lazar                                                                |
| 2023 | Konstantinos Tsakalidis | Culture, Hobby, Sport                        | Bartłomiej Zborowski, Activ’Images                                          |
| 2023 | Konstantinos Tsakalidis | Climate, Responsibility                      | Rafał Gołuszka, Sos Costa Brava                                             |
| 2023 | Konstantinos Tsakalidis | Current Events                               | Wojciech Grzędziński                                                        |
| 2023 | Konstantinos Tsakalidis | Stories                                      |                                                                             |
| 2023 | Konstantinos Tsakalidis | Current Events                               | Marek M. Berezowski, „Pismo. Magazyn opinii”                                |
| 2023 | Konstantinos Tsakalidis | Climate, Responsibility                      | Michał Siarek, „The New York Times”                                         |
| 2023 | Konstantinos Tsakalidis | People                                       | Łukasz Cynalewski, „Gazeta Wyborcza – Poznań”                               |
| 2023 | Konstantinos Tsakalidis | Documentary Project                          | Simona Supino                                                               |
| 2023 | Konstantinos Tsakalidis | Young Poland                                 |                                                                             |
| 2023 | Konstantinos Tsakalidis | Single                                       | Michael Toporowski, Akademia Sztuki w Szczecinie                            |
| 2023 | Konstantinos Tsakalidis | Stories                                      | Dominik Księżyk, Instytut Twórczej Fotografii w Opawie                      |
| 2023 | Konstantinos Tsakalidis | Pozostałe                                    |                                                                             |
| 2023 | Konstantinos Tsakalidis | Photo Book of the Year 2022                  | „Kurz / Dust / Пыль”, Mariusz Forecki                                       |
| 2023 | Konstantinos Tsakalidis | Nagroda specjalna od fundacji Grand Press    | Dmytro „Orest” Kozacki                                                      |
| 2023 | Konstantinos Tsakalidis | Nagroda Internautów                          | Robert Kuszyński, OKO.press                                                 |
| 2024 | Jewhen Małoletka        | Nagroda Główna – Zdjęcie Roku                | Wojciech Grzędziński, Anadolu Images                                        |
| 2024 | Jewhen Małoletka        | Single                                       |                                                                             |
| 2024 | Jewhen Małoletka        | Own Vision                                   | Tomasz Kawecki, Fundacja Alina                                              |
| 2024 | Jewhen Małoletka        | People                                       | Anna Hernik                                                                 |
| 2024 | Jewhen Małoletka        | Culture, Hobby, Sport                        | Tomasz Markowski, „Przegląd Sportowy”                                       |
| 2024 | Jewhen Małoletka        | Climate, Responsibility                      | Adam Jastrzębowski, „Głos Wielkopolski”                                     |
| 2024 | Jewhen Małoletka        | Current Events                               | Atilla Husejnow, „Junge Welt”, „Tagesspiel”                                 |
| 2024 | Jewhen Małoletka        | Stories                                      |                                                                             |
| 2024 | Jewhen Małoletka        | Current Events                               | Wojciech Grzędziński, Anadolu Images                                        |
| 2024 | Jewhen Małoletka        | Climate, Responsibility                      | Damian Lemański, „Bloomberg”                                                |
| 2024 | Jewhen Małoletka        | Own Vision                                   | Tomasz Kawecki, Fundacja Alina                                              |
| 2024 | Jewhen Małoletka        | People                                       | Kasia Strek, „The Guardian”                                                 |
| 2024 | Jewhen Małoletka        | Culture, Hobby, Sport                        | Tomasz Markowski, „Przegląd Sportowy”                                       |
| 2024 | Jewhen Małoletka        | Documentary Project                          | Maciej Grzybowski                                                           |
| 2024 | Jewhen Małoletka        | Young Poland                                 |                                                                             |
| 2024 | Jewhen Małoletka        | Single                                       | Adrianna Wilewska, Uniwersytet Marii Curie-Skłodowskiej w Lublinie          |
| 2024 | Jewhen Małoletka        | Stories                                      | Mikołaj Szymkowiak, Technikum TEB Edukacja kierunek Fotografia i Multimedia |
| 2024 | Jewhen Małoletka        | Pozostałe                                    |                                                                             |
| 2024 | Jewhen Małoletka        | Photo Book of the Year 2023                  | „Rdza”, Bartek Warzecha                                                     |
| 2024 | Jewhen Małoletka        | Zdjęcie XX-lecia                             | Jakub Szymczuk, „Gość Niedzielny”                                           |
| 2024 | Jewhen Małoletka        | Nagroda Internautów                          | Anna Hernik                                                                 |
| 2024 | Jewhen Małoletka        | Fotograf XX-lecia                            | Wojciech Grzędziński                                                        |